# Black Mountain (Nouvelle-Galles du Sud)
Pour les articles homonymes, voir Black Mountain.
Black Mountain est un village australien situé dans la zone d'administration locale de la région d'Armidale en Nouvelle-Galles du Sud.
Il est situé dans la région de la Nouvelle-Angleterre à 29 km au nord d'Armidale et à 540 km au nord de Sydney. Établi à 1 312 m d'altitude, c'est un des villages les plus hauts et les plus froids d'Australie.
La population s'élevait à 291 habitants en 2021.